# Deutsche Inline-Skaterhockeynationalmannschaft
Die deutsche Inline-Skaterhockeynationalmannschaft ist eine von den Bundestrainern getroffene Auswahl deutscher Inline-Skaterhockeyspieler des Inline-Skaterhockey Deutschland (ISHD). Sie repräsentiert den Deutschen Rollsport und Inline-Verband (DRIV) auf internationaler Ebene bei der Inline-Skaterhockey-Europameisterschaft der IISHF.

## Kader 2013

### Herren
Vorläufiger Kader der bei der IISHF Inline-Skaterhockey-Europameisterschaft 2013 in Gentofte, Dänemark antreten soll.
| Torhüter            | Torhüter               |
| Name                | Team                   |
| ------------------- | ---------------------- |
| Jonas Mende         | Samurai Iserlohn       |
| Jonas Mohr          | Highlander Lüdenscheid |
| Danny Sellmann      | Bissendorfer Panther   |
| Feldspieler         |                        |
| Kai Esser           | HC Köln-West Rheinos   |
| Paul Fiedler        | Duisburg Ducks         |
| Lennart Flanz       | Samurai Iserlohn       |
| Marco Hellwig       | Uedesheim Chiefs       |
| Fabian Lenz         | Duisburg Ducks         |
| Tim Linke           | Samurai Iserlohn       |
| Sebastian Miller    | Bissendorfer Panther   |
| Florian Nies        | TV Augsburg            |
| Hannes Ressel       | Rhein-Main Patriots    |
| Sebastian Schneider | Duisburg Ducks         |
| Tobias Stöckhardt   | SHC Rockets Essen      |
| Nicolai Wagner      | TV Augsburg            |
| David Weisheit      | HC Köln-West Rheinos   |
| Robin Weisheit      | HC Köln-West Rheinos   |
| Kevin Wilson        | Duisburg Ducks         |

| Offizielle      | Offizielle             |
| Tätigkeit       | Name                   |
| --------------- | ---------------------- |
| Trainer         | Manfred Schmitz        |
| Co-Trainer      | Stefan Gehrig          |
| Torwarttrainer  | Michel Uhlig           |
| Betreuer        | Christian Fiebig       |
| Betreuer        | Norbert Böckels        |
| Betreuer        | Jonas Kugler           |
| Manager         | Stefan Brütt           |
| Physiotherapie  | Yvonne Neika           |
| Physiotherapie  | Maik Neika             |
| Mannschaftsarzt | Dr. Christian Rülander |

#### Junioren
Offizieller Kader der bei der IISHF Inline-Skaterhockey-Europameisterschaft 2011 in Zaandam, Niederlande Junioreneuropameister wurde.
| Torhüter           | Torhüter | Torhüter             |
| Name               | Jahrgang | Team                 |
| ------------------ | -------- | -------------------- |
| Marcel Kempf       | 1993     | Rhein-Main Patriots  |
| Sally Klöser       | 1995     | Duisburg Ducks       |
| Jan Spaltmann      | 1993     | Düsseldorf Rams      |
| Feldspieler        |          |                      |
| Torben Besner      | 1994     | HC Köln-West Rheinos |
| Sebastian Busch    | 1993     | Crefelder SC         |
| Oliver Dotterweich | 1993     | TV Augsburg          |
| Timo Grabs         | 1993     | Düsseldorf Rams      |
| Kevin Käding       | 1993     | Samurai Iserlohn     |
| Joachim Könning    | 1995     | Ahauser Maidy Dogs   |
| Fabian Lenz        | 1994     | Duisburg Ducks       |
| Julian Reintjies   | 1994     | Duisburg Ducks       |
| Jannik Marke       | 1993     | Crash Eagles Kaarst  |
| Philip Müller      | 1993     | Düsseldorf Rams      |
| Marco Peters       | 1993     | Samurai Iserlohn     |
| Lars Neuhausen     | 1993     | Crash Eagles Kaarst  |
| Luca Linde         | 1993     | Crash Eagles Kaarst  |
| André Petry        | 1995     | Duisburg Ducks       |
| Nick Müller        | 1993     | Düsseldorf Rams      |
| Sebastian Schmidt  | 1995     | Düsseldorf Rams      |
| Dennis Winkels     | 1993     | Crefelder SC         |
| Max Zillen         | 1994     | Crefelder SC         |

| Offizielle      | Offizielle       |
| Tätigkeit       | Name             |
| --------------- | ---------------- |
| Trainer         | Michael Klein    |
| Co-Trainer      | Christian Keller |
| Torwart-Trainer | Thomas Hein      |
| Betreuer        | Hans Merkel      |
| Manager         | Werner Hoffmann  |
| Physiotherapie  | Bernd Löhnert    |

## Bisherige Platzierungen

### Herren
| Jahr | Ort                        | Platzierung       |
| ---- | -------------------------- | ----------------- |
| 1997 | Kaarst                     | Vizeeuropameister |
| 1998 | Dänemark                   | Vizeeuropameister |
| 1999 | Iserlohn                   | Europameister     |
| 2000 | Brighton                   | Europameister     |
| 2001 | Kopenhagen                 | 3. Platz          |
| 2002 | Bussy                      | Europameister     |
| 2003 | Doncaster                  | Europameister     |
| 2004 | Torquay                    | Vizeeuropameister |
| 2005 | Kaarst                     | Europameister     |
| 2006 | Lugano                     | Europameister     |
| 2007 | Steindorf am Ossiacher See | Vizeeuropameister |
| 2008 | Stegersbach                | Europameister     |
| 2009 | Lugano                     | 4. Platz          |
| 2010 | Lugano                     | 3. Platz          |
| 2011 | Stegersbach                | Europameister     |
| 2012 | Givisiez                   | 4. Platz          |
| 2013 | Kopenhagen                 | Europameister     |
| 2014 | Kaarst                     |                   |

### Junioren
| Jahr | Ort         | Platzierung       |
| ---- | ----------- | ----------------- |
| 1997 | Kaarst      | Europameister     |
| 1999 | ---         | 3. Platz          |
| 2000 | Brighton    | Europameister     |
| 2002 | Bussy       | 4. Platz          |
| 2003 | Doncaster   | Vizeeuropameister |
| 2004 | Torquay     | Europameister     |
| 2005 | Kaarst      | Europameister     |
| 2006 | Lugano      | Europameister     |
| 2007 | Lugano      | Europameister     |
| 2008 | Krefeld     | Vizeeuropameister |
| 2009 | Stegersbach | Europameister     |
| 2010 | Iserlohn    | Europameister     |
| 2011 | Zaandam     | Europameister     |
| 2012 | Aarhus      | Europameister     |
| 2013 | Düsseldorf  | Europameister     |
| 2014 | Stegersbach | Europameister     |

### Damen
| Jahr | Ort                        | Platzierung                                     |
| ---- | -------------------------- | ----------------------------------------------- |
| 1997 | Kaarst                     | Europameister                                   |
| 1998 | Kopenhagen                 | Europameister                                   |
| 2000 | Kopenhagen                 | Europameister                                   |
| 2001 | Menden (Sauerland)         | Nations-Cup Sieger                              |
| 2002 | Kerdriel                   | Europameister                                   |
| 2003 | Písek                      | 4. Platz bei der Inlinehockey-Weltmeisterschaft |
| 2003 | Essen                      | Europameister                                   |
| 2004 | London                     | 5. Platz bei der Inlinehockey-Weltmeisterschaft |
| 2004 | Essen                      | Vizeeuropameister                               |
| 2005 | Paris                      | 4. Platz bei der Inlinehockey-Weltmeisterschaft |
| 2007 | Steindorf am Ossiacher See | Europameister                                   |
| 2008 | Aarhus                     | Vizeeuropameister                               |
| 2009 | Stegersbach                | Europameister                                   |